# Trachylepis volamenaloha
Trachylepis volamenaloha là một loài thằn lằn trong họ Scincidae. Loài này được Nussbaum, Raxworthy & Ramanamanjato miêu tả khoa học đầu tiên năm 1999.